# Sar Chāh-e Shūr
Sar Chāh-e Shūr (persiska: Sar-e Chāh Shūr, سر چاه شور, Sar Chāh Shūr) är en ort i Iran.   Den ligger i provinsen Khorasan, i den östra delen av landet, 800 km sydost om huvudstaden Teheran. Sar Chāh-e Shūr ligger 1 236 meter över havet och antalet invånare är 105.
Terrängen runt Sar Chāh-e Shūr är platt.Runt Sar Chāh-e Shūr är det glesbefolkat, med 11 invånare per kvadratkilometer. Det finns inga andra samhällen i närheten. Trakten runt Sar Chāh-e Shūr är ofruktbar med lite eller ingen växtlighet.